# Little (rivière)
Pour les articles homonymes, voir Little.
La rivière Little est un cours d'eau de l'État de Louisiane aux États-Unis et  un affluent de la rivière Ouachita, donc un sous-affluent du Mississippi par la Rivière Rouge du Sud.

## Géographie
Son cours mesure 145 km de long.
D'après le Geographic Names Information System (Système d'Information des Noms Géographiques), la rivière Little fut connue historiquement sous différentes appellations : « Bayou des Nacitoches », « Bayou Catahoula » et « Rivière Catahoula ».
Elle est issue de la confluence de deux cours d'eau : le Ruisseau Castor et la rivière Dugdemona.
Elle s'écoule aux limites de la Paroisse de Grant, de la Paroisse de La Salle et de la Paroisse des Rapides.
La rivière traverse le lac Catahoula et continue sa course dans la Paroisse de Catahoula dans laquelle elle rejoint la rivière Ouachita.